# Mike Ho Sam Sooi
Mike Ho Sam Sooi (Paramaribo, 6 april 1954 – Amsterdam, 2 juni 2023) was een Nederlands acteur en regisseur van Surinaamse afkomst. Hij staat te boek als eerste gekleurde arts (Medisch Centrum West) en rechercheur (Bureau Kruislaan) op de Nederlandse televisie.

## Biografie
Zijn grootvader trok van China naar Suriname, vader werkte op plantage Brouwerslust. Zelf trok hij in 1975 naar Nederland. Hij studeerde aan de Toneelschool Maastricht. 
Ho Sam Sooi werkte aanvankelijk als leraar Nederlands. Hij trad op in toneelstukken, theater, soaps en educatieve en journalistieke programma's en werkte als interviewer voor de Amsterdamse lokale televisiezender AT5.
Als acteur werd hij bekend als de homoseksuele thuishulp Winston in de comedyserie In voor- en tegenspoed. Ook was hij korte tijd te zien als dokter Kamphuis in Medisch Centrum West. Zijn meest recente rol was in de soapserie Goudkust, waarin hij te zien was als Aaron Zuidgeest. Andere series waarin hij te zien was, waren Goede tijden, slechte tijden, Baantjer en Flikken Rotterdam. Ook trad hij op in musicals zoals Land te koop uit 1973 over de naderende onafhankelijkheid van Suriname.
Als acteur was hij actief in diverse toneelgezelschappen zoals het RO-theater - NNT - De Blauwe Maandag Compagnie - DNA. Ook heeft hij jarenlang een eigen theatergroep geleid "Gado-Tjo" en ging hiermee naar theaterfestivals in Avignon - Bari - Wenen - Karlsruhe. Ander werk was zijn werk voor cabaretgroep De Suri’s waarvoor hij Manoushka Zeegelaar Breeveld opleidde en het toneelstuk Lieve Hugo met Guus Pengel.
Hij schreef en regisseerde zelf  stukken als Trots op Rotiland, Een keppel in de Cariben en Jopie, zwarte volksjongen werd premier met regelmatig terugkerende Surinaamse thema’s, Jopie handelt over Johan Adolf Pengel. Ook zijn solovoorstelling Dogla ging over Suriname, dit keer over Surinamers in Nederland. Naar aanleiding van het overlijden van zijn zoon Ramses bij de SLM-ramp maakte hij de documentaire Waarom jij nou?
Voor TV Amsterdam en de Stichting JAM heeft Ho Sam Sooi jarenlang, als vrijwilligerswerk, het programma LOKET 1 gepresenteerd. Wekelijks werden kunst- en culturele onderwerpen, maar ook politiek en de gebruikelijke jongerenonderwerpen gepresenteerd voor het multiculturele Amsterdamse publiek van onder de 16.
Ho Sam Sooi kreeg medio mei 2023 de diagnose kanker en overleed begin juni 2023 op 69-jarige leeftijd als gevolg hiervan.

## Persoonlijk
Ho Sam Sooi was getrouwd met de actrice Lieneke le Roux en heeft twee kinderen. Zijn rouwkaart vermeldt No spang soso lobi Ho! (geen zorgen, veel liefde)

## Filmografie
- Ogen van krijt (televisiefilm, 1978) - Sheriff
- In voor en tegenspoed (televisieserie) - Winston (11 afl., 1991)
- Medisch Centrum West (televisieserie) - Dr. Kamphuis (afl. Het gevecht, 1992, De operatie, 1992, De waarheid, 1992)
- Flodder (televisieserie) - Militair (afl. Soldaat Kees, 1993)
- Oppassen!!! (televisieserie) - Kris (afl. Alarm, 1994), Kris (afl. Rugklachten, 1995)
- Lang Leve de Koningin (1995) - Televisieverslaggever
- Toen was geluk heel gewoon (televisieserie) - Rafael Martinez (afl. De nieuwe buurman en De herdertjes lagen bij nachte..., 1996)
- De jongen die niet meer praatte - Man bij de school, 1996)
- Duidelijke taal! (televisieserie) - Mike (afl. Ieder zijn zegje, 1997)
- Baantjer (televisieserie) - Tedros Bekele (afl. De Cock en de moord op de heks, 1998)
- Goudkust (televisieserie) - Aaron Zuidgeest (afl. onbekend, 1999-2000)
- LEGO Star Wars Zomervakantie (televisiefilm op Disney+ - Lando Calrissian (stem, 2022)

## Musical
- Dirty Dancing (2008-2009 Nederland; Utrecht/ 2011-2012 Duitsland; Oberhausen) - Tito Suarez
- Amandla! Mandela (2016) - Chief Jongintaba
- The Bodyguard (2016-2017) - Bill Devaney